# Luba Fischer
Luba Fischer (ur. 1907 w Odessie, zm. 1943 w Warszawie) – polska aktorka filmowa pochodzenia żydowskiego. 

## Życiorys
Urodziła się w warszawskiej żydowskiej rodzinie aktorów, jako córka Lizy (z domu Barska) i Hermana Fischerów. Cała rodzina oprócz brata, który w 1938 wyemigrował do Stanów Zjednoczonych, zginęła podczas Holokaustu. Siostrą Luby była Anna Fischer, śpiewaczka jazzowa. 
Jako młoda aktorka zaczynała karierę w przedwojennych żydowskich filmach i sztukach teatralnych w języku jidysz. W 1930 ukończyła warszawską Szkołę Dramatyczną.
Była pierwszą żoną aktora Jacka Woszczerowicza (związek małżeński zawarli w 1938).

## Filmografia
- W lasach polskich (1929) − Ryfkełe, córka Duwidła
- 9.25. Przygoda jednej nocy (1929) − tancerka tybetańska
- Uwiedziona (1931) − dziewczyna
- Każdemu wolno kochać (1933) − nie występuje w czołówce filmu